# Fosse no 4 des mines d'Ostricourt
La fosse no 4 dite Maurice Tilloy de la Compagnie des mines d'Ostricourt est un ancien charbonnage du Bassin minier du Nord-Pas-de-Calais, situé à Carvin, en France. Le fonçage du puits no 4 commence en novembre 1897, et la fosse est productive le 1er juillet 1900. La Compagnie des mines de Carvin entreprend également une fosse no 4 en 1902 dans la même commune, à un peu plus de trois kilomètres à l'ouest. Des cités ainsi que des écoles sont construites à proximité de la fosse. Cette dernière est détruite durant la Première Guerre mondiale. Après sa reconstruction, elle devient la seconde fosse de la compagnie en termes d'importance, après la fosse no 2. Les stériles sont envoyés sur le terril no 107. La fosse possède un second terril, bien moindre, le 107A.
La Compagnie des mines d'Ostricourt est nationalisée en 1946, et intègre le Groupe d'Oignies. La fosse no 4 cesse d'extraire en 1961 lorsqu'elle est concentrée sur la fosse no 10 du Groupe d'Oignies. En 1965, le puits est approfondi de 300 à 354 mètres de profondeur pour pouvoir continuer l'aérage de la fosse no 2. En 1975, la fosse no 4 remonte du matériel de la fosse no 2 avant sa fermeture. Le puits no 4 est remblayé en 1975, et les installations détruites l'année suivante.
Une partie des cités a été détruite, et le terril no 107A a été exploité, puis remplacé par une zone industrielle. Au début du XXIe siècle, Charbonnages de France matérialise la tête de puits no 4. Le seul vestige de la fosse est son portail d'entrée. Le terril no 107, entièrement boisé, est un des terrils majeurs du bassin minier.

## La fosse
La Compagnie des mines d'Ostricourt entreprend une nouvelle fosse à Carvin à 2 315 mètres au nord-ouest de la fosse no 2 et  à 2 325 mètres à l'ouest-nord-ouest de la fosse no 3, près des limites avec la concession de la Compagnie des mines de Carvin. Cette dernière commence en 1902 une fosse no 4 à 3 045 mètres à l'ouest.

### Fonçage
Le puits est foncé à partir de novembre 1897. Il porte le nom d'un administrateur de la compagnie, Maurice Tilloy, qui a aussi donné son nom à la Fosse no 15 - 15 bis des mines de Lens à Loos-en-Gohelle. Le diamètre du puits est de 4,80 mètres et sa profondeur de 230 mètres. L'orifice du puits est situé à l'altitude de 26 mètres. Le terrain houiller est atteint à la profondeur de 152,42 mètres,.

### Exploitation

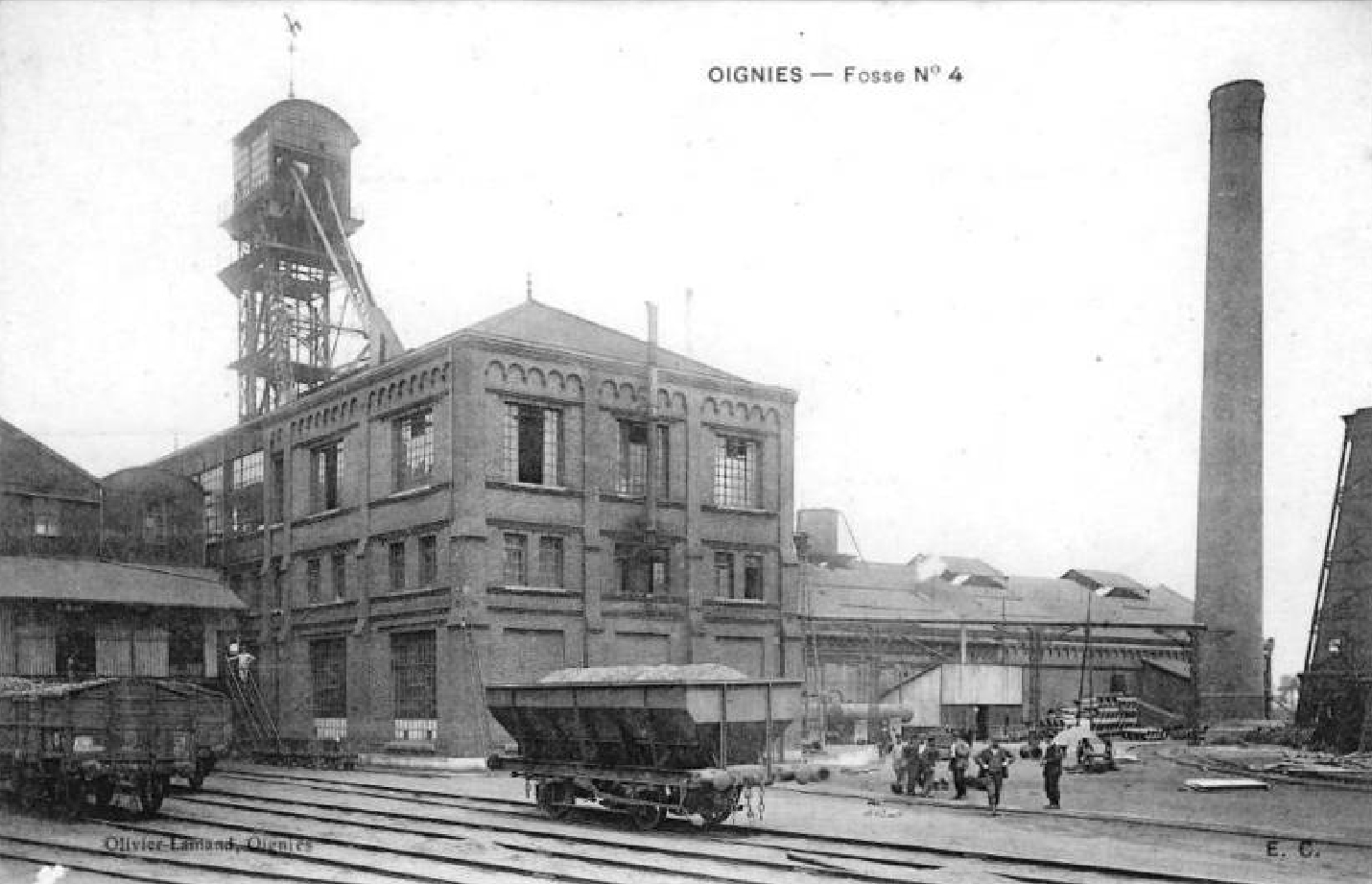
La fosse no 4 avant la guerre.

L'extraction commence le 1er juillet 1900. La fosse exploite un gisement de charbons maigres. C'est la fosse la plus importante de la compagnie après la fosse no 2.
La Compagnie des mines d'Ostricourt est nationalisée en 1946, et intègre le Groupe d'Oignies. L'exploitation continue jusqu'en 1961, date à laquelle la fosse est concentrée sur la fosse no 10 du Groupé d'Oignies, sise à 4 085 mètres au sud. La machine d'extraction nommée « La Meuse » est démontée pour être remplacée par un treuil électrique. La fosse sert ensuite de retour d'air pour la fosse no 2.
Le 7 mars 1962, un incendie se déclare à 280 mètres de profondeur. En 1965, le puits est ravalé de 300 à 354 mètres de profondeur pour pouvoir continuer l'aérage de la fosse no 2. En 1975, la fosse remonte du matériel de la fosse no 2 avant sa fermeture. Le puits, d'une profondeur de 375 mètres est remblayé la même année. Le chevalement est démoli un an plus tard avec la cheminée et la chaufferie.

### Reconversion
Au début du XXIe siècle, Charbonnages de France matérialise la tête de puits. Le BRGM y effectue des inspections chaque année. Le seul vestige de la fosse est sa grille d'entrée.

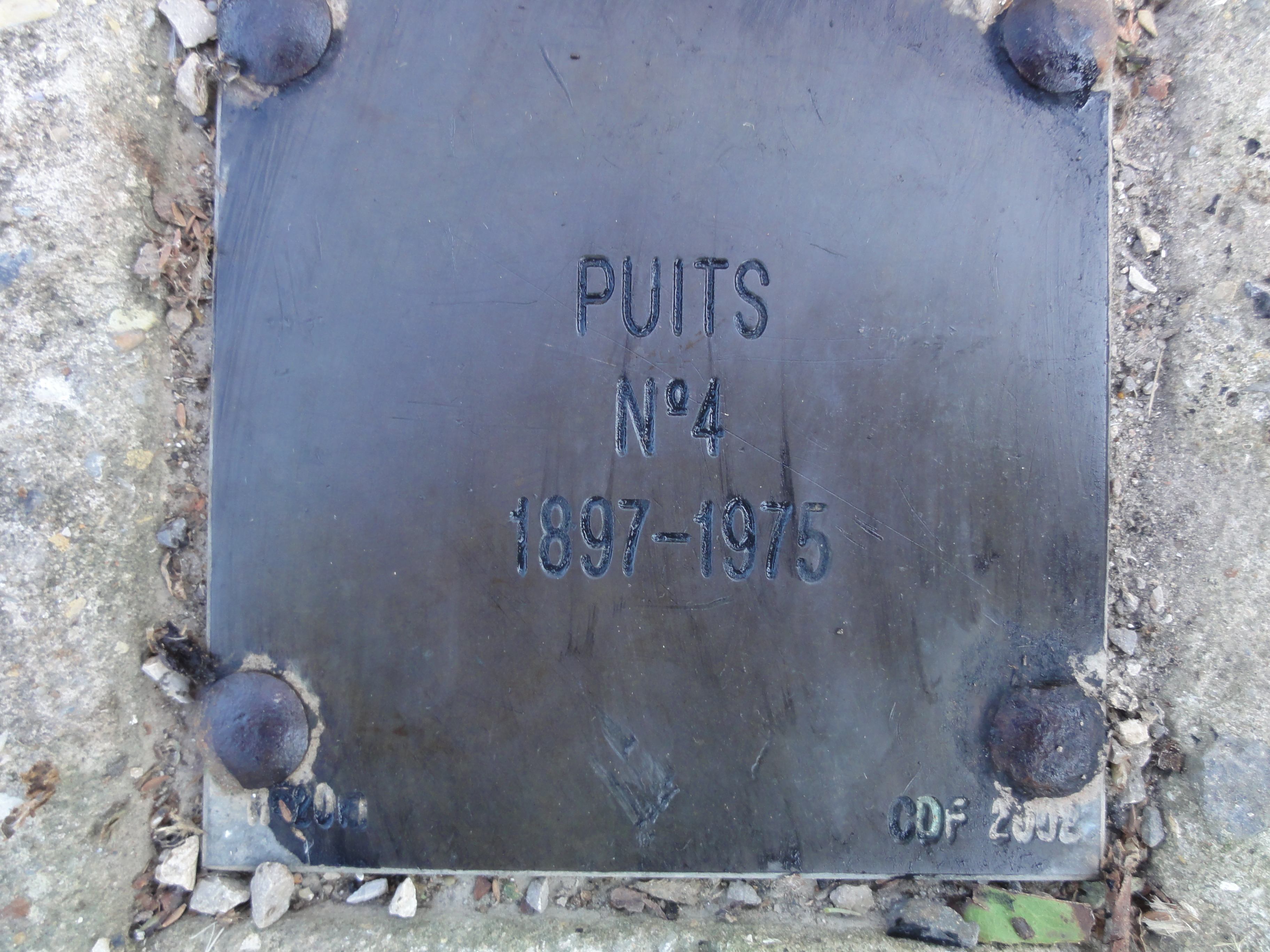
Puits no 4, 1897 - 1975.
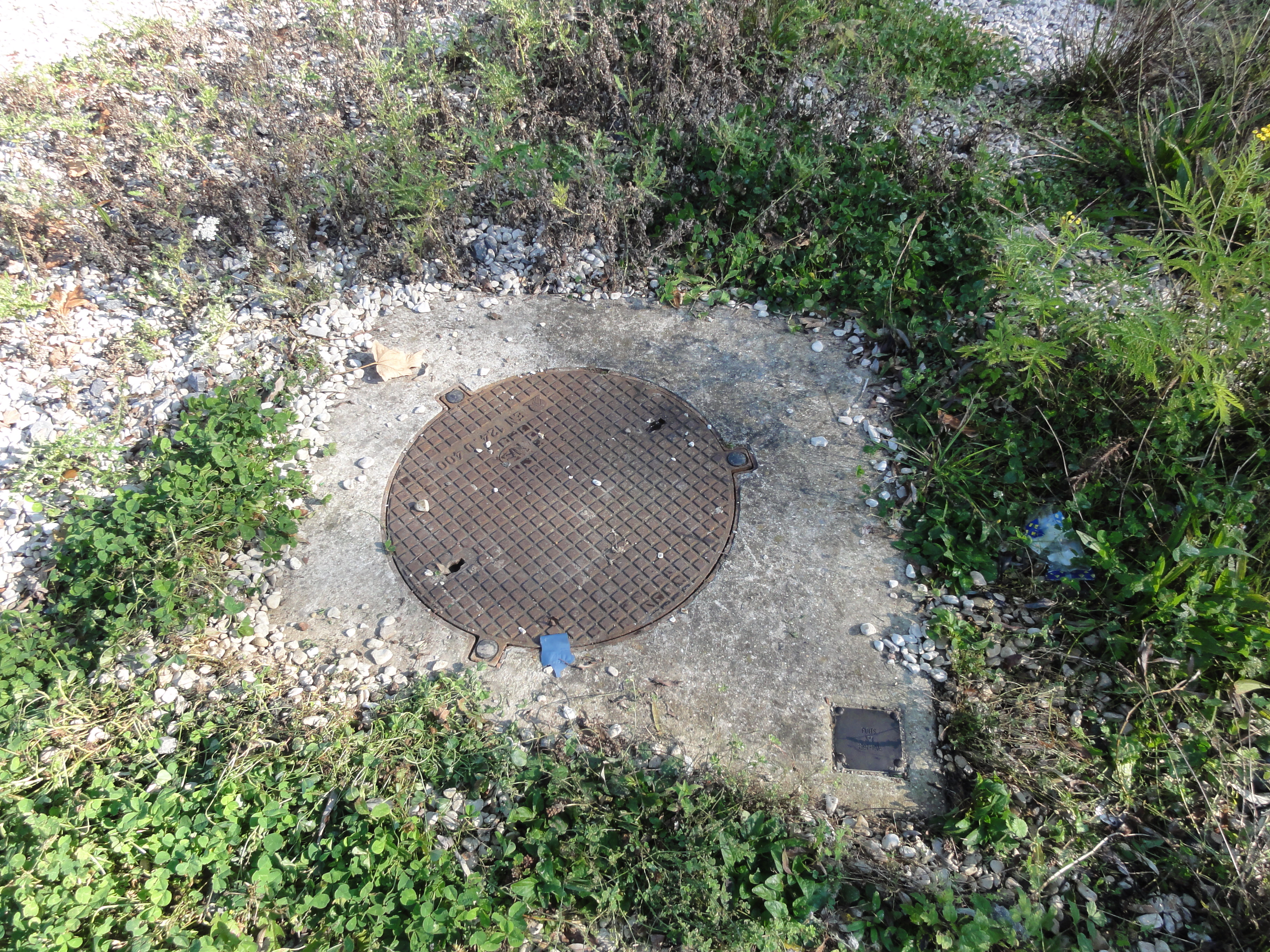
La tête de puits matérialisée.
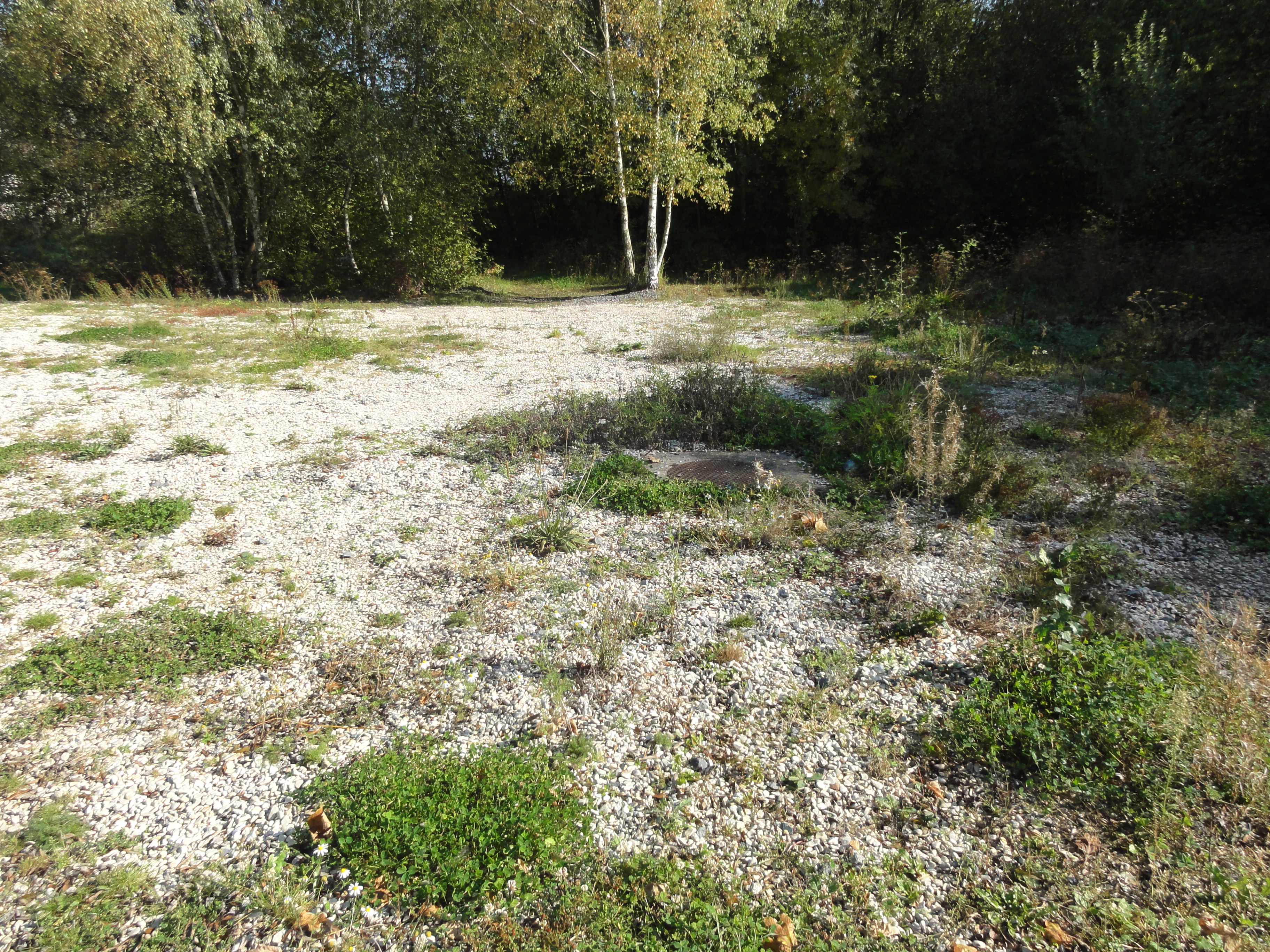
Le puits dans son environnement.
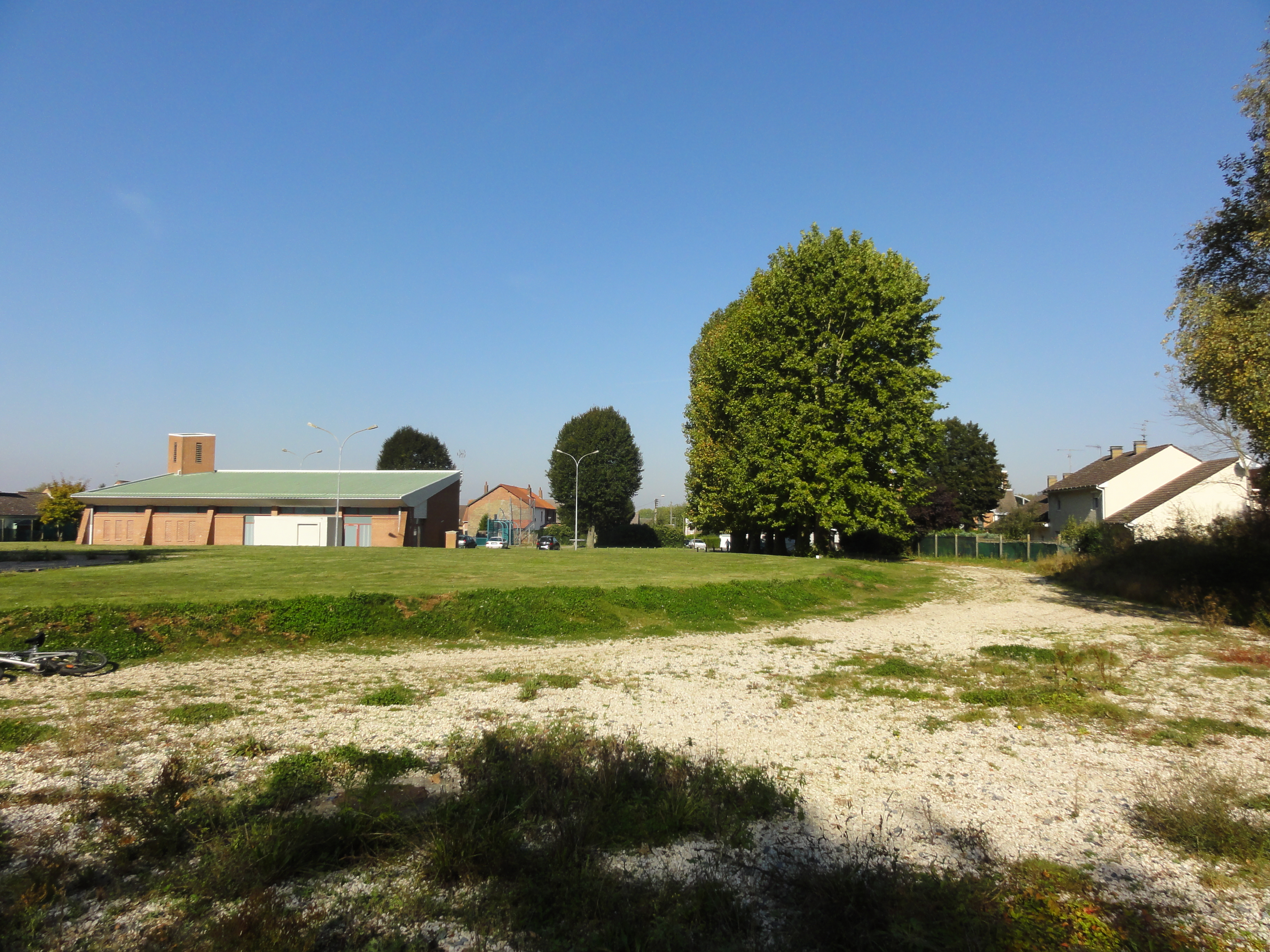
Le puits dans son environnement.
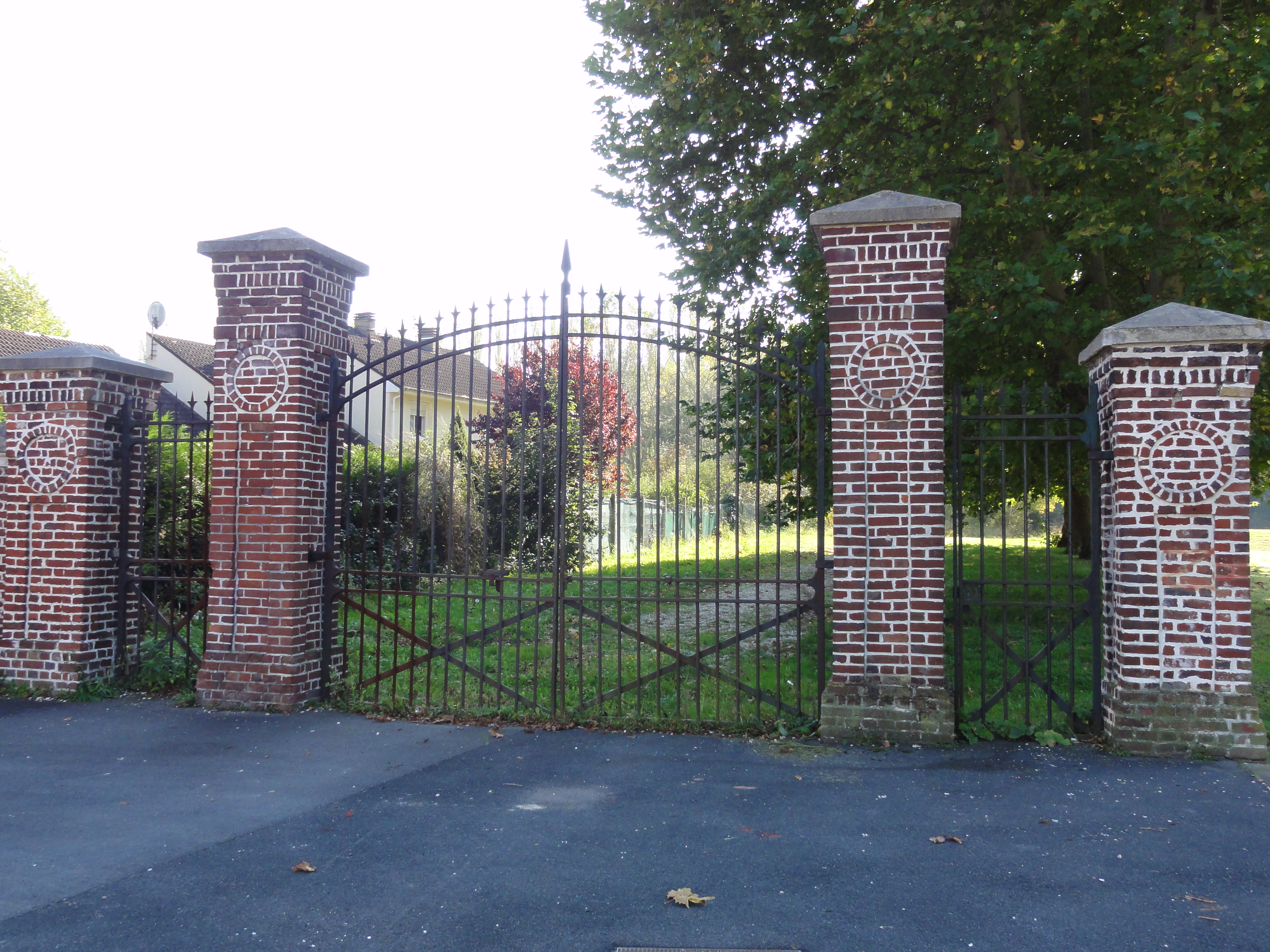
L'entrée de la fosse.

## Les terrils
Deux terrils résultent de l'exploitation de la fosse.

### Terrilno107, 4 d'Oignies
50° 29′ 16″ N, 2° 58′ 41″ E

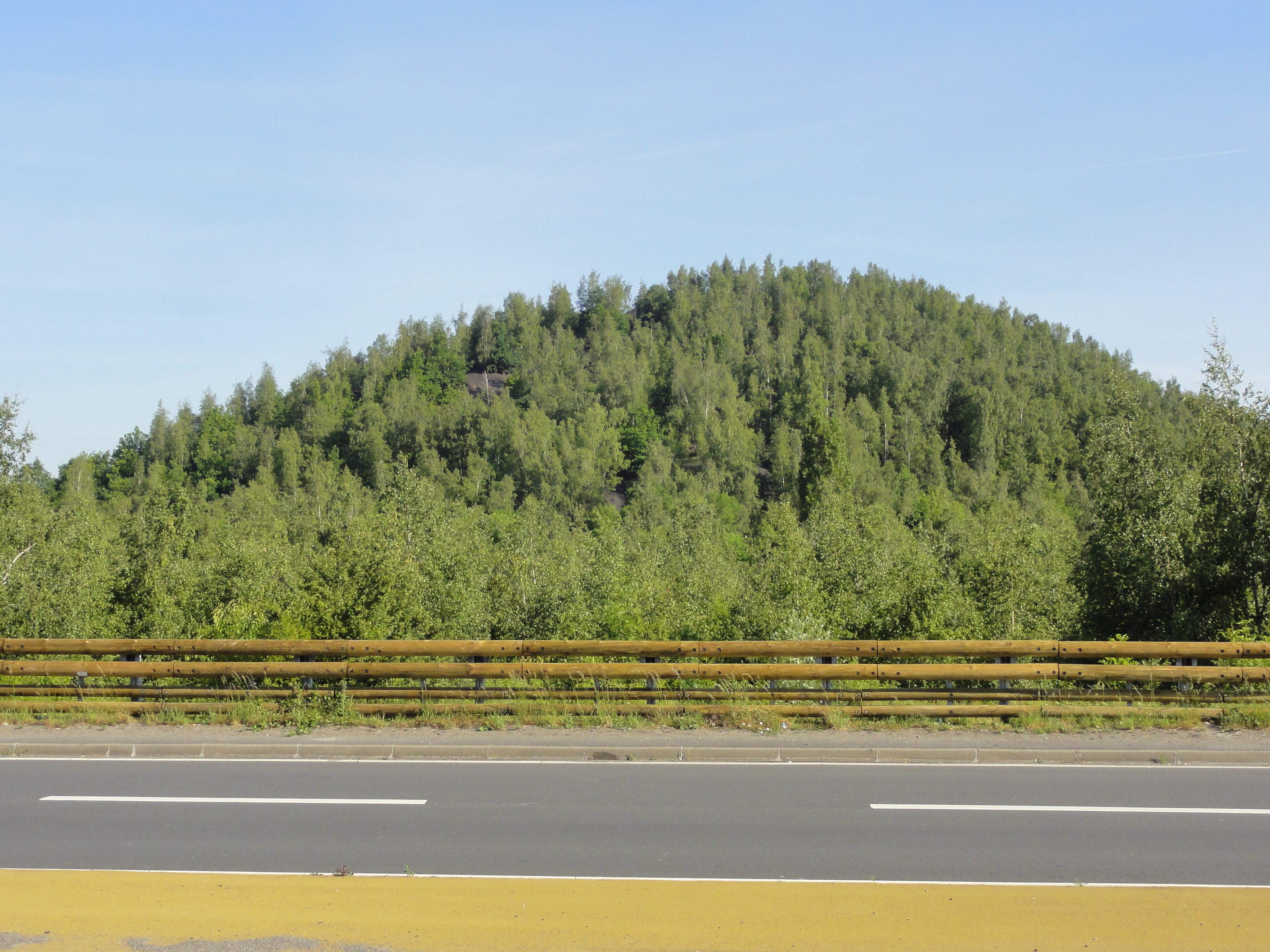
Le terril no 107.

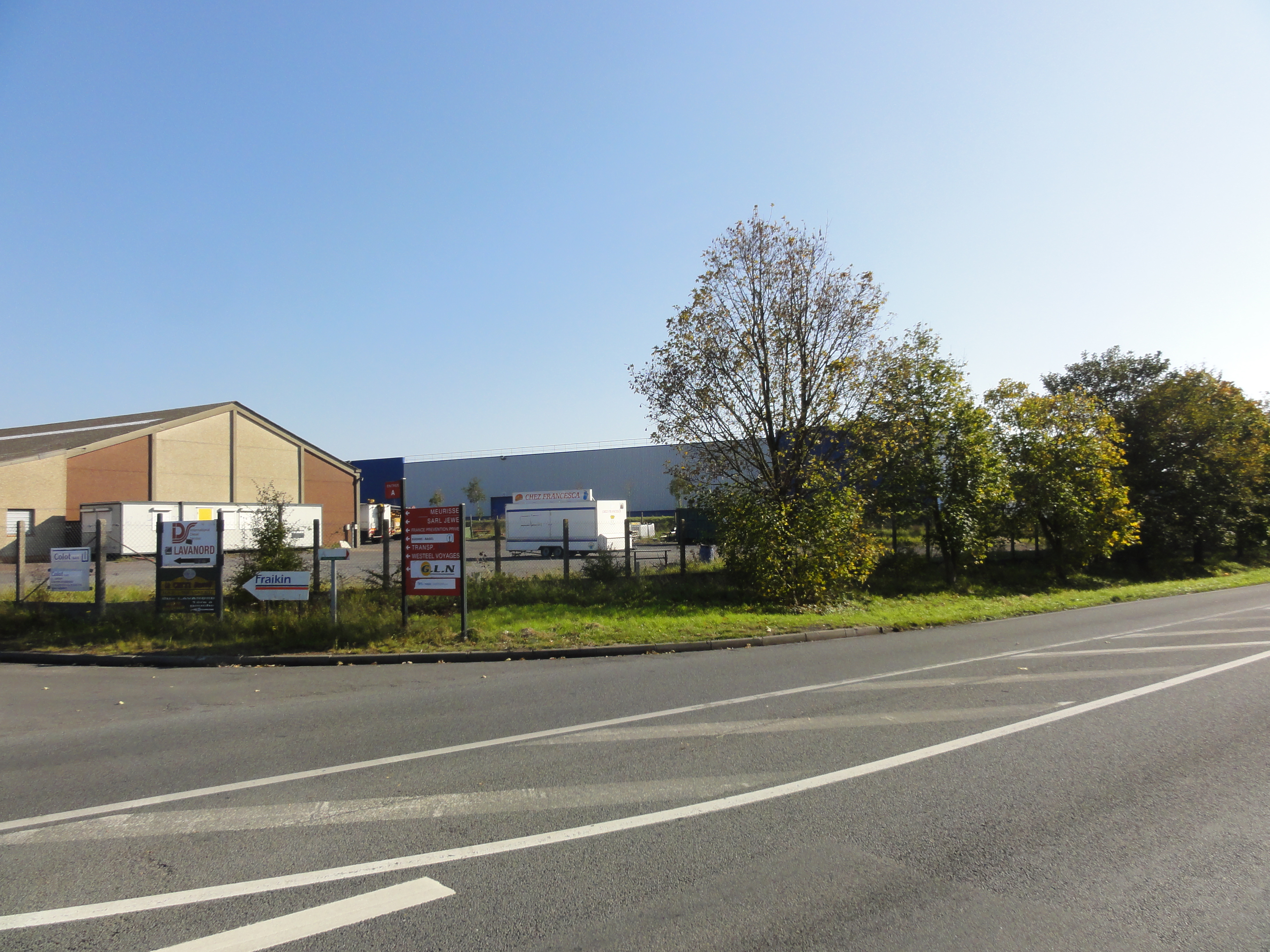
Le site du terril no 107A.

Le terril no 107, situé à Carvin, est le terril conique de la fosse no 4 des mines d'Ostricourt. Il a été conservé et est entièrement boisé. Sa hauteur est de 75 mètres.

### Terrilno107A, Aire de stock du 4
50° 28′ 54″ N, 2° 58′ 46″ E
Le terril no 107A, disparu, situé à Libercourt, était un terril plat de la fosse no 4 des mines d'Ostricourt. Entièrement exploité, le site est devenu une zone industrielle.

## Les cités
De nombreuses cités, plus ou moins vastes, ont été bâties à proximité de la fosse no 4. Une partie des cités a été détruite.

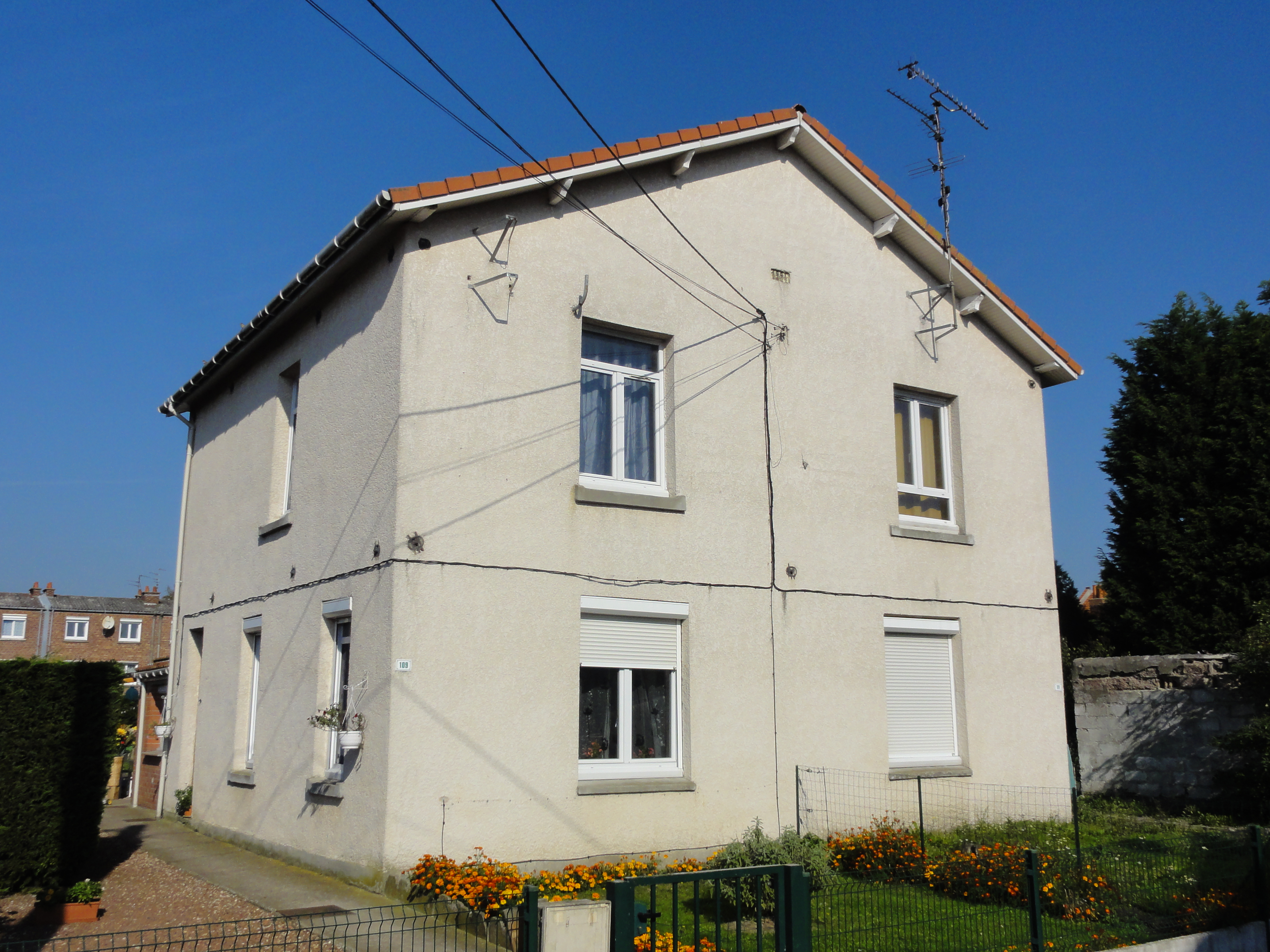
Des habitations groupées par deux.
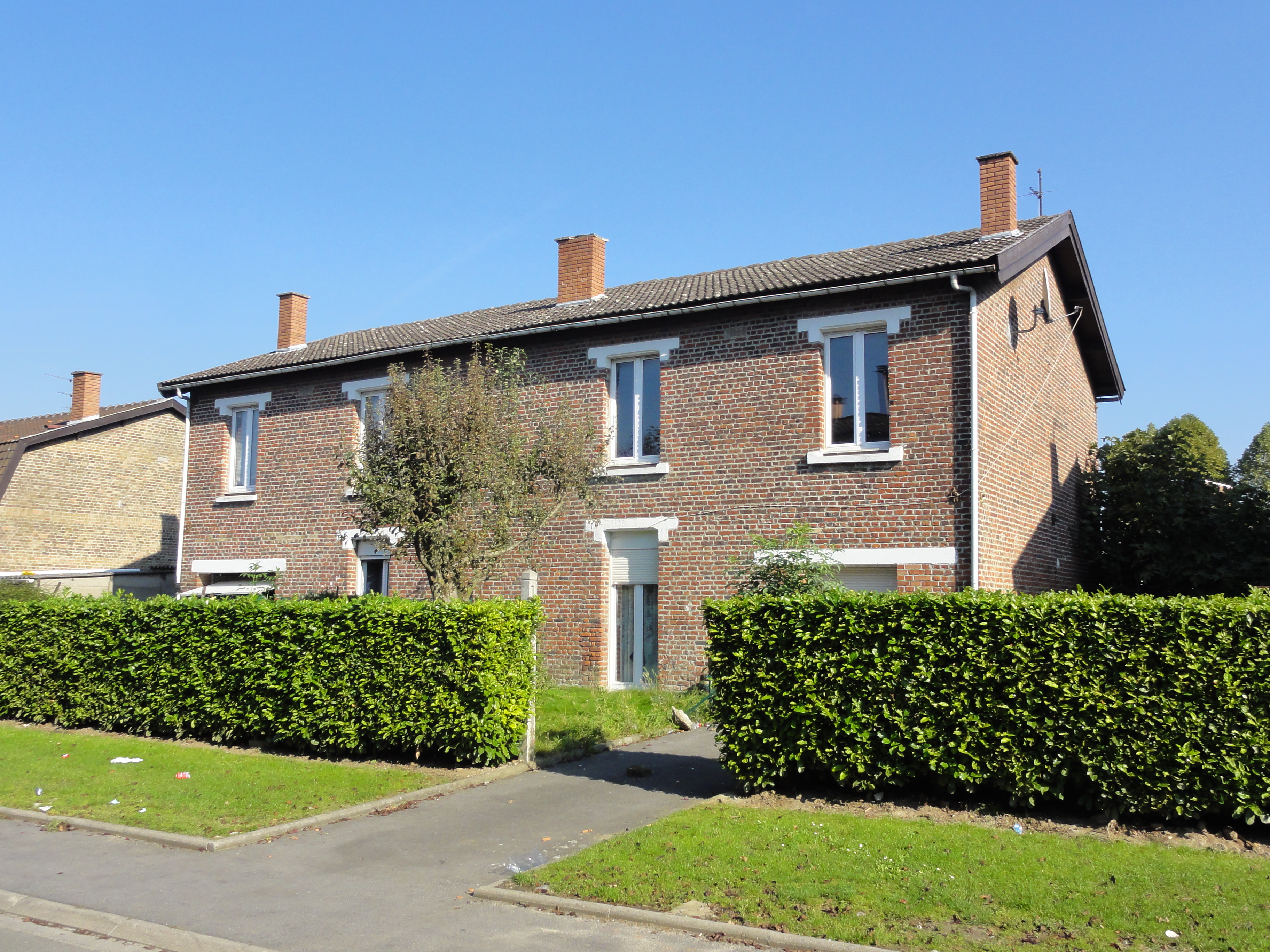
Des habitations groupées par deux.
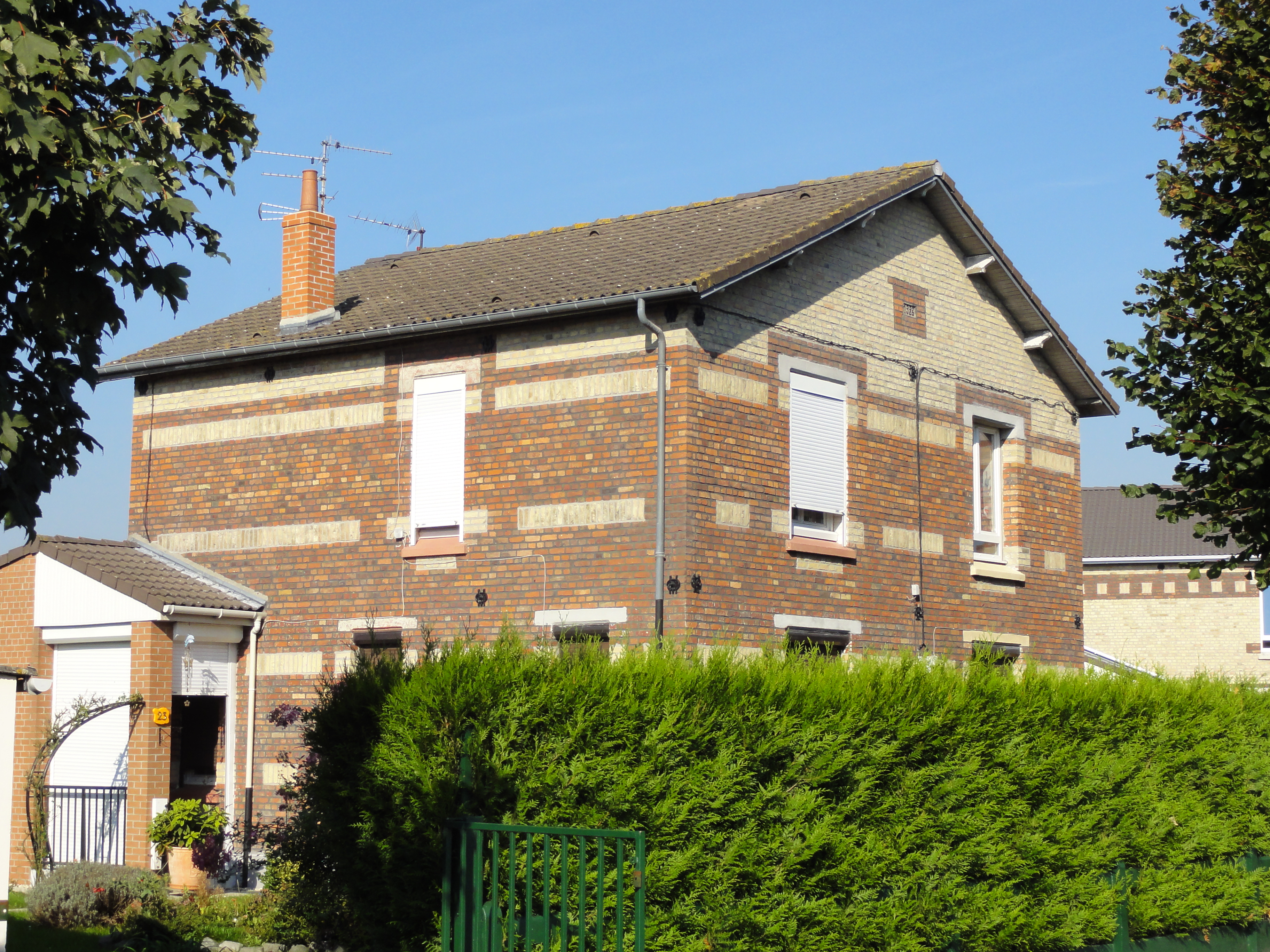
La construction a été particulièrement soignée.
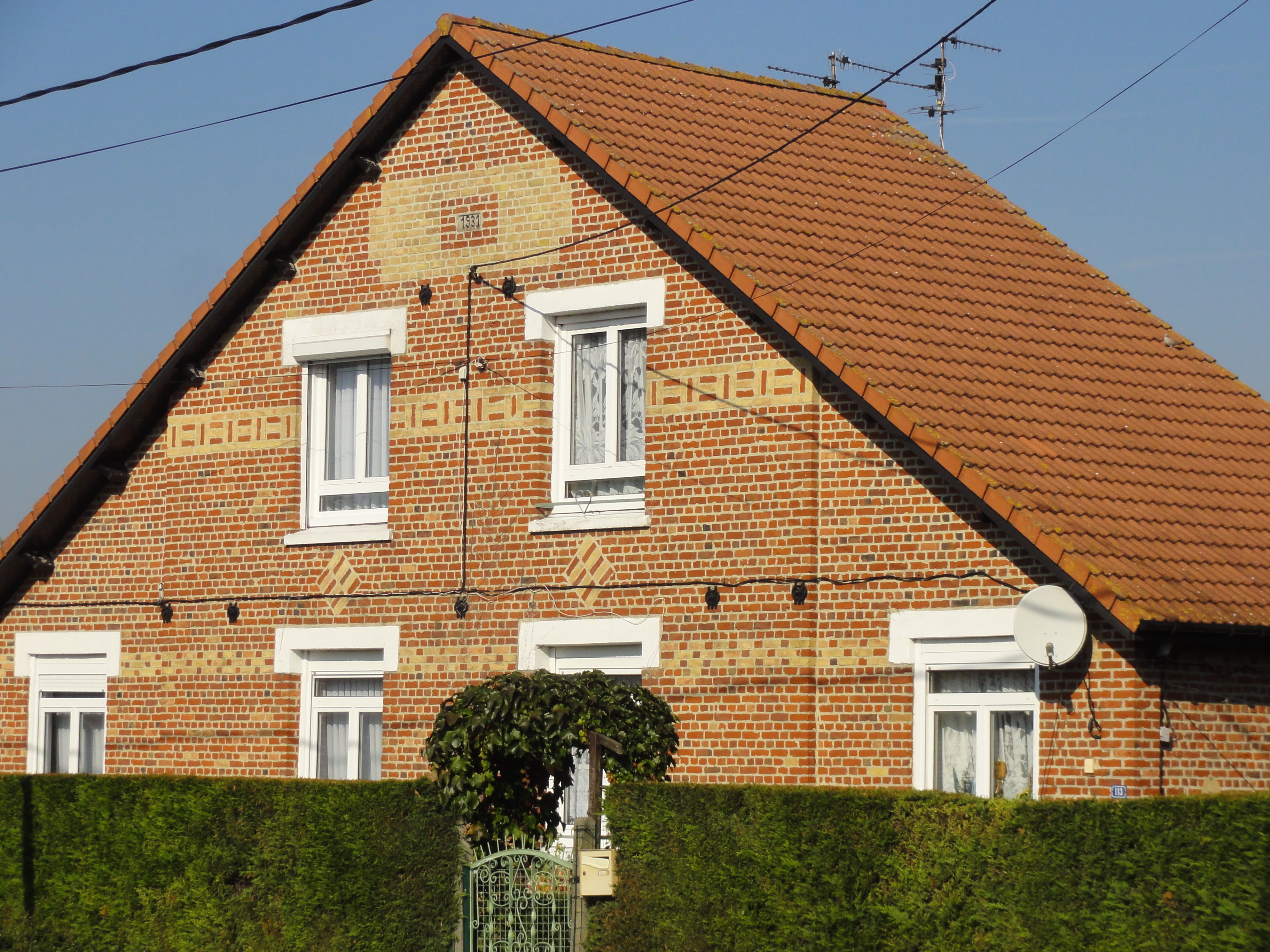
Des habitations construites en 1931.
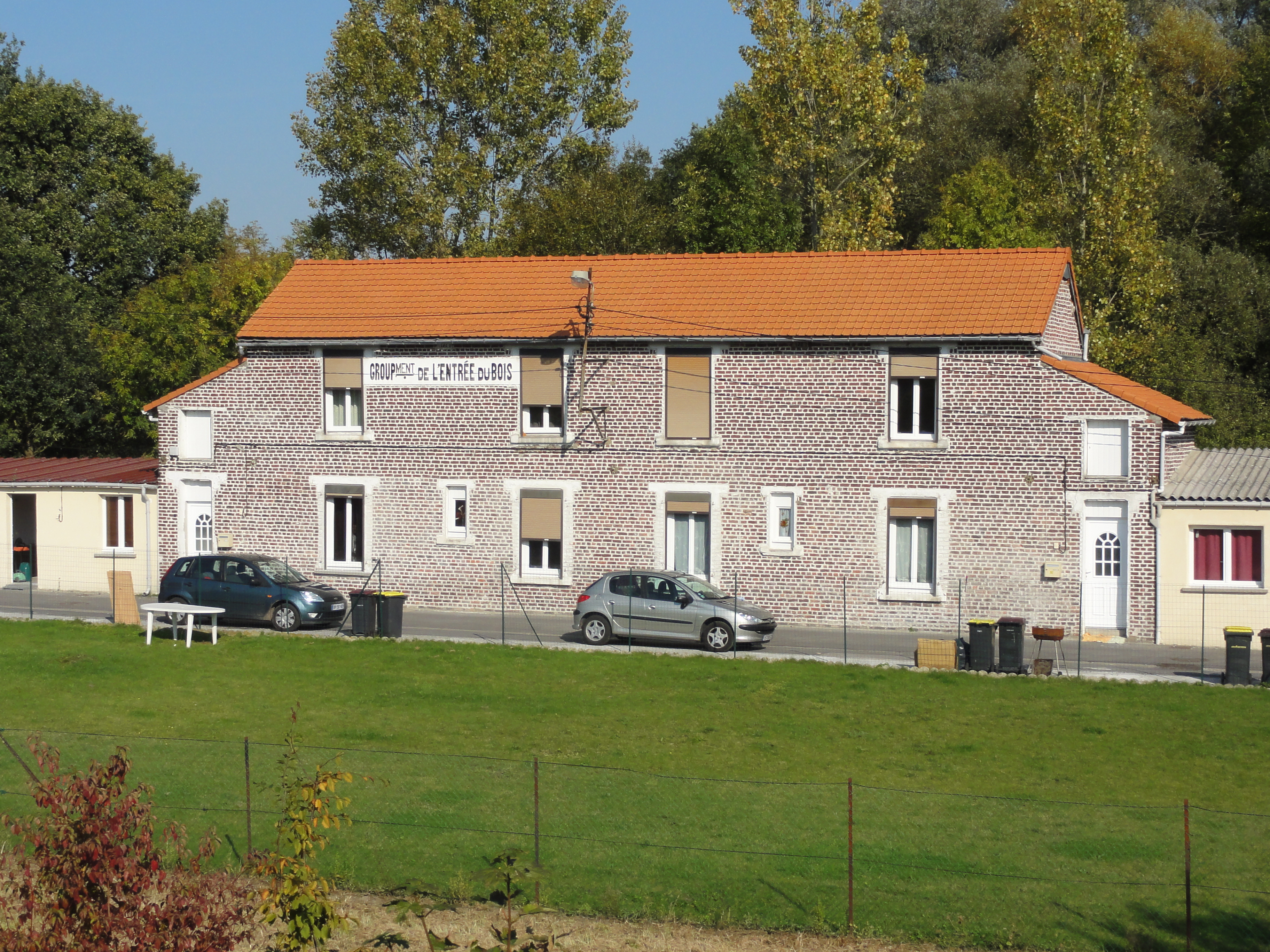
Le groupement de l'entrée du bois.
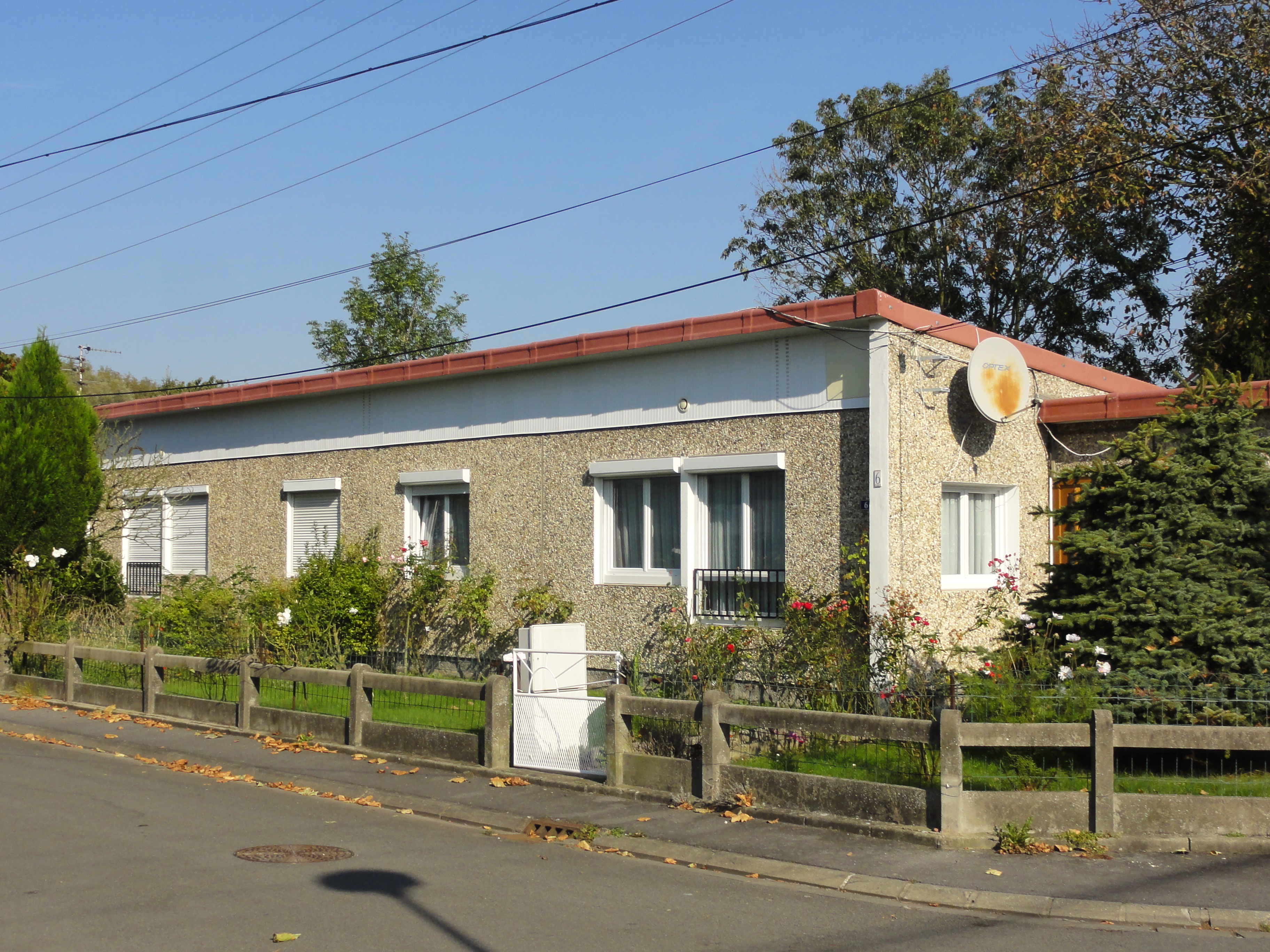
Un Camus bas.

### Les écoles

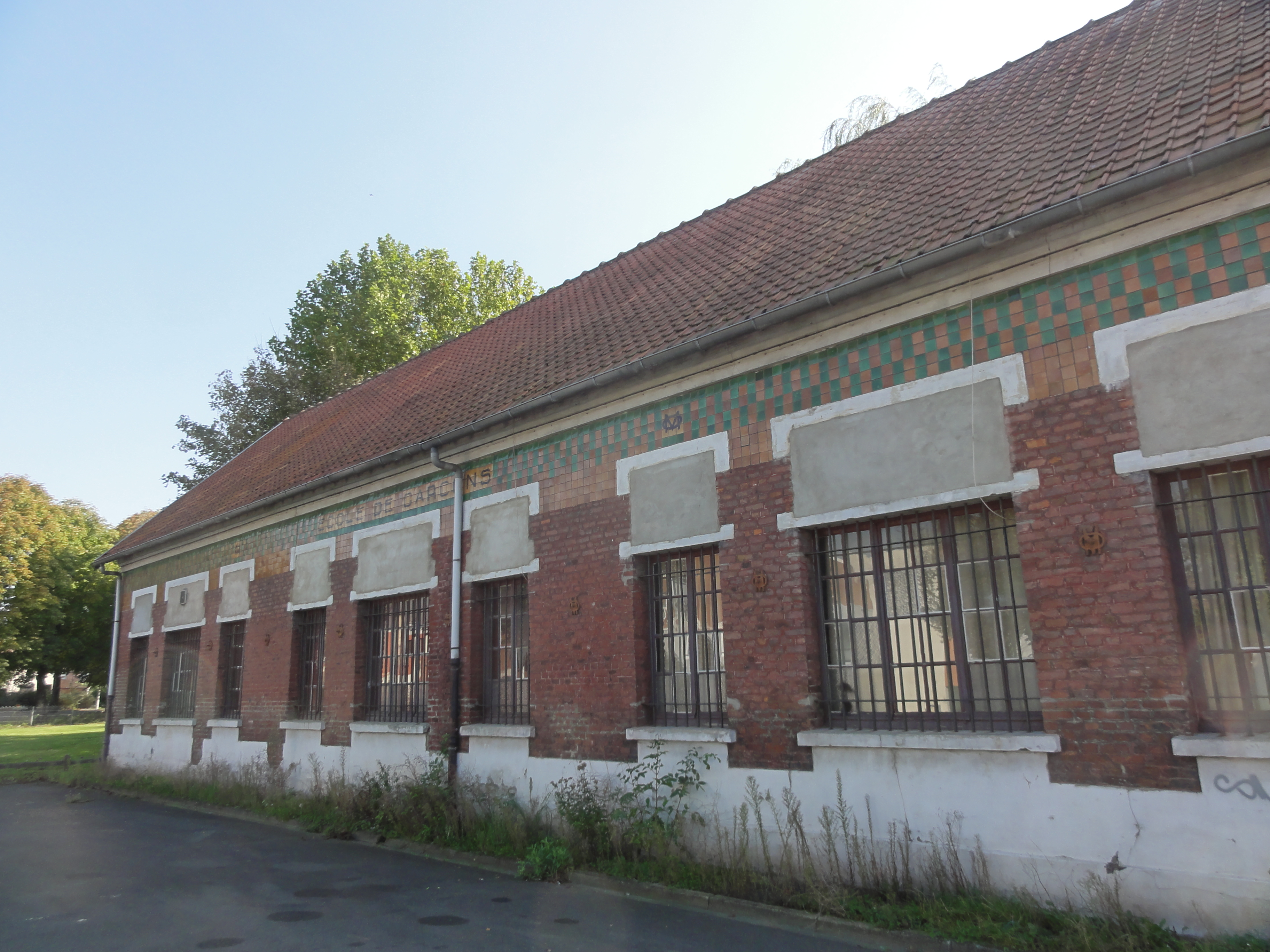
Les écoles.

50° 29′ 30″ N, 2° 58′ 55″ E
Des écoles ont été bâties dans les cités de la fosse no 4. Elles sont fermées, et partiellement détruites, les cités construites autour ont également été détruites. L'aile subsistante est un bon exemple des particularités architecturales de la Compagnie d'Ostricourt, avec la présence de monogrammes « MO », pour Mines d'Ostricourt,.